# Raumdichte (Holz)
| Rotbuche                | 558 kg/fm |
| Stiel- und Traubeneiche | 571 kg/fm |
| Gemeine Fichte          | 379 kg/fm |

Die Raumdichte ist ein Maß in der Holztechnologie. Sie setzt die Menge der Holzsubstanz (Trockenmasse) ins Verhältnis zum Volumen des gequollenen Zustandes (Frischholz):
{\displaystyle \rho _{\text{raum}}={\frac {m_{\text{trocken}}}{V_{\text{frisch}}}}}
Meist wird die Raumdichte angegeben in Kilogramm je Festmeter (kg/fm). Dies hilft Verwechslungen mit der Darrdichte zu vermeiden, die die Trockenmasse im Verhältnis zum Trockenvolumen in Kubikmeter wiedergibt.
Da Holz bei der Trocknung unter den Fasersättigungsbereich schrumpft, ist die Raumdichte unterhalb dieses Punktes von der Feuchte abhängig und muss entsprechend bezeichnet werden. Beispiel:
{\displaystyle r_{14}={\frac {\text{Darrgewicht}}{\text{Holzvolumen}}}\ {\text{bei}}\ 14\,\%\ {\text{Holzfeuchte}}}
Bei Kenntnis des Schwindmaßes der jeweiligen Holzart kann Raumdichte in Darrdichte umgerechnet werden.